# アン・エリザベス・ボール
アン・エリザベス・ボール（英: Anne Elizabeth Ball, 1808年–1872年）は、アイルランドの植物学者、藻類学研究者、植物画家。1808年、コーヴ生まれのボールには兄ロバート Robert Ball（ナチュラリスト1802年 - 1857年）と妹メアリー　Mary Ball（動物学者1812年 - 1898年）がおり、3人とも父親ボブ・ストーウェル・ボールがそそいだ情熱を通じて博物学に興味を持った。

## 経歴
1818年、ボールは家族に連れられて生まれ故郷のコーヴから県下のやはり港町のヨール Youghal に引っ越した。20歳を過ぎて海藻の収集と研究を始めた地である。1837年に妹メアリーと父と3人でダブリンに移り、残りの人生を過ごす。ダブリンでも藻類の収集を続け、当地の科学者の団体にこそ正会員として認められなかったものの、藻類学者として地歩を固めている。ただし当時の習慣にしたがい、アン・ボールの研究成果は男性のナチュラリスト、つまり兄の友人ウィリアム・ヘンリー・ハーヴィーあるいは探検家ジェームズ・マッケイを著者として出版された。それでも誰が研究して誰が成果の発表者になるか、その関係は一方的ではなく、ハーベイはボールの仕事を支えて励し、属と種の命名にあたり「バリヤ」Ballia と「シオグサバリアナ」Cladophora balliana を献名した。ボールは後者のタイプ標本を1843年5月16日にダブリンのクロンターフで 採取した 。またハーベイの『ブリタニカ百科事典』（1846年–1851年）にも協力している。ボールが力を貸した相手にはウィリアム・トンプソンもおり、ハイドロイドの図解を添えた記録を寄稿し、『アイルランド自然史』第4巻（1856年）に掲載された。 

## レガシー
ボールは1872年にダブリンのベルモント通りの自宅で亡くなる。独身であり遺されたコレクションはユニバーシティ・カレッジ・コークの植物標本室に保管された。グラスネヴィンの王立植物園（後のアイルランド国立植物園）ではボールの海藻と菌類の絵を入手、アルスター博物館にも収蔵される。キューガーデンはボールの書簡と植物標本を所蔵 、受託した標本はおそらくモートン協定（Morton Agreement）の条件により1961年頃にロンドン自然史博物館に移管されたものである。

## 関連資料
- Wilson, M. A. (1954). “Anne Elizabeth Ball of Youghal” (英語). The Irish Naturalists' Journal 11 (8):  213–215. ISSN 0021-1311. JSTOR 25534239. OCLC 5557176736.